# 함수와 경제 현상
01. 함수의 정의와 생산 비용 함수
함수 f에 의해 X의 원소 x에 Y의 원소 y가 대응하는 것을 y=f(x)의 함수식으로 나타내고, y를 f에 의한 x의 상 또는 함숫값이라 한다. 예를 들어, 한 서점에서 1개당 10,000원에 판매하는 도서를 x개 판매했을 때 생기는 수입 y사이의 관계는 함수 y=10,000x로 표시될 수 있다. 얼마나 많은 도서들이 팔렸는가를 안다면, 함수 y=10,000x를 사용하여 수입을 계산할 수 있다. 
함수의 정의에서 집합 X를 함수 f의 정의역, 집합 Y를 f의 공역이라고 한다. 집합 X의 원소 x에 대응하는 집합 y의 원소를 f(x)로 나타내고 함수 f에 대한 함숫값 전체의 집합 {yly=f(x),x X}를 함수 f의 치역이라고 한다. 함수 f의 치역은 공역 Y의 부분집합이다.
여러 가지의 자원을 투입하여 경제적으로 가치가 있는 것을 새롭게 만들어 내거나 기존에 있는 제품이나 서비스의 가치를 증대시키는 활동을 생산이라고 한다. 생산을 물건을 만들고 서비스의 가치를 증대시키는 것뿐만 아니라 제품의 포장, 운송, 저장 등 사회 후생을 중대시키는 모든 행위가 포함된다. 예를 들어, 피아니스트가 연주 활동을 하는 것, 배우가 드라마에 출연하는 것, 변호사가 법률 자문을 하는 것 등도 생산의 범주에 포함된다.
생산을 하기 위해서는 인적, 물적 자원이 필요하다. 제품을 생산하는 데 투입되는 모든 인적, 물적 자원을 생산 요소라고 한다. 대표적인 생산 요소에는 노동, 토지, 자본 등이 있다. 생산에 투입된 생산 요소와 생산된 산출물 사이에는 다음과 같은 함수 관계가 있다.
Q = f(L,K) 여기서 Q는 생산된 산출물의 양, L은 노동의 양, 그리고 K는 자본의 양을 나타내며, 이때 Q = f(L,K)를 생산함수라고 한다. 이 생산함수에 의하면 생산량은 노동의 양과 자본의 양에 의해 결정되는 함수라는 사실을 의미한다. 실제로 이 함수는 생산 요소에 해당하는 두 개의 독립변수 L,K 가 존재하지만 , 하나의 변수를 고정하여 독립변수가 하나인 함수로 바꿀 수 있다. 즉, 노동과 자본의 두 생산 요소가 있는 경우에 단기적으로 투입되는 자본은 K=K로 고정되어  있다고 하면 생산함수는 Q = f(L,K)가 되므로, 고정된 자본을 표시하지 않는 경우에는 간단히 Q=f(L,K)가 되므로, 고정된 자본을 표시하지 않는 경우에는 간단히 Q=f(L)로 나타낼 수 있다. 예를 들어, 어느 공장의 자본금이 K=K=100이라고 하면 Q=f(L,100)이 되므로 Q는 독립변수 L만의 함수가 된다.
또한, 생산을 위해 사용된 생산 요소의 가치를 비용이라고 한다. 생산량과 관계없이 항상 일정한 크기를 유지하는 비용을 고정 비용이라고 하며, 생산량에 따라 변하는 비용을 가변 비용이라고 한다. 예를 들어, 택시를 운전하기 위해서는 택시 운전 자격증이 필요하며, 택시 기사에게 자격증 취득비는 고정 비용이고 휘발유 값은 가변 비용으로 생각할 수 있다. 가변 비용이과 고정 비용을 합한 것을 총비용이라고 한다.  총비용은 생산량이 변함에 따라 변화하게 된다. 따라서 생산량과 총비용 사이에는 다음과 같은 함수 관계가 있다.
C = f(Q) 여기서 C는 총비용, 그리고 Q는 생산량을 나타내며, 이때 C = f(Q)를 비용함수라고 한다. 생산된 제품을 판매하여 벌어들인 금액을 총수입이라고 한다. 수입 중에서 생산요소들의 비용을 충당하고 남은 ㅣ비용은 기업의 이익이 된다. 따라서 총수입에서 총비용을 뺀 금액을 이윤이라고 한다.
이차함수와 경제현상
y=ax²+bx+c(a≠0)와 같이 y를 x에 대한 이차식으로 나타낼 때, 이 함수를 이차함수라고 한다. 이차함수의 최대최소를 이용하여 다양한 경제현상을 설명할 수 있으며 특히 효용을 최대로 하기 위한 의사결정에 활용할 수 있다.

## 참고 자료
출처:광주시교육청 경제수학 교과서(2015)